# Subconjunt

Exemple gràfic, A⊆B.

Un subconjunt és un conjunt format per elements d'un altre conjunt. Es diu que el primer conjunt és subconjunt del segon conjunt. Una manera més formal d'expressar això seria: Siguin X i Y dos conjunts, es diu que X és subconjunt de Y quan tot element de X és també element de Y.
Per exemple:
A={1,2,3} i B={1,2,3,4,7}. Es pot dir que A és un subconjunt de B perquè tots els elements de A també pertanyen a B.
La relació entre un subconjunt i un conjunt s'anomena inclusió i es representa pel símbol ⊆ o en la posició inversa ⊇.
En l'exemple anterior, escriuríem A ⊆ B o B ⊇ A.
Seguint la definició, tot conjunt A és subconjunt d'ell mateix. Per això, es parla de subconjunts propis d'A per a referir-se als subconjunts d'A que no són ell mateix.

## Diferents notacions
Actualment s'utilitzen fonamentalment tres sistemes diferents de notació pels subconjunts. El sistema clàssic utilitza "⊂" per a qualsevol subconjunt i "⊊" ({\displaystyle \subsetneq }) per als subconjunts propis. Per altra banda, el sistema modern vol equiparar els símbols als de les desigualtats i utilitza "⊆" per a qualsevol subconjunt i "⊂" per als subconjunts propis. Finalment, hi ha un tercer corrent de matemàtics que utilitzen "⊆" per a subconjunts qualssevol i "⊊" per als propis per eliminar qualsevol tipus d'ambigüitat, i que és la notació que segueix aquest article.

## Nombre de subconjunts que pot tenir un conjunt finit
Un subconjunt pot tenir només una part dels elements de l'altre conjunt, tenir-los tots, o no tenir-ne cap (en aquest cas seria un conjunt buit). Per saber quants subconjunts es poden tenir a partir d'un conjunt finit, s'utilitza l'expressió: 2n, on n és el nombre d'elements del conjunt.
Donat A={1,2,3,4}, tenim els subconjunts:
{1,2,3,4},
{1,2,3}, {1,2,4}, {1,3,4}, {2,3,4},
{1,2}, {1,3}, {1,4}, {2,3}, {2,4}, {3,4},
{1}, {2}, {3} {4},
∅
En total, 24=16 subconjunts.
Donat un conjunt A, el conjunt que té per elements tots els subconjunts d'A s'anomena conjunt de les parts d'A i es representa per {\displaystyle {\mathcal {P}}(A)}.
Per exemple:
Si A={1,2}, llavors {\displaystyle {\mathcal {P}}(A)=\{\varnothing ,\{1\},\{2\},\{1,2\}\}}.
{\displaystyle {\mathcal {P}}(A)} té, en efecte, {\displaystyle 2^{2}=4} elements.

## Subconjunts disjunts
Dos subconjunts d'un mateix conjunt que no tenen cap element en comú s'anomenen subconjunts disjunts.
Per exemple:
Si A={q,w,e,r,t,p,o,i,u,y}, B={q,w,e,r} i C={p,o,i,u}, podem dir que B i C són dos subconjunts disjunts de A.

## Conjunts complementaris
Quan la unió de dos subconjunts disjunts conté tots els elements del conjunt, es diu que són dos conjunts complementaris. De vegades, això s'expressa escrivint una "C" com a superíndex del conjunt.
Per exemple:
Si A={q,w,e,r,t,p,o,i,u,y}, B={q,w,e,r,t} i C={p,o,i,u,y}, llavors és clar que B i C són disjunts i que la seva unió és exactament A; per tant, podem dir que C és el complementari de B (respecte del conjunt A): C = A\B = BC.

## Propietats de la inclusió
La inclusió, és una relació binària que compleix les propietats de les relacions d'ordre, és a dir:

### Propietat reflexiva
Tot conjunt s'inclou a si mateix.
A ⊆ A

### Propietat antisimètrica
Donats dos conjunts A i B, només es pot donar que A inclogui B, i a la vegada B inclogui A quan els conjunts A i B són el mateix.
Si A ⊆ B i B ⊆ A, llavors és que A=B

### Propietat transitiva
La propietat transitiva diu que si un conjunt s'inclou dins d'un altre conjunt, i aquest s'inclou dins d'un tercer, llavors el primer conjunt està inclòs dins del tercer conjunt.
Si A ⊆ B i B ⊆ C, llavors A ⊆ C